# Acoustic Planet

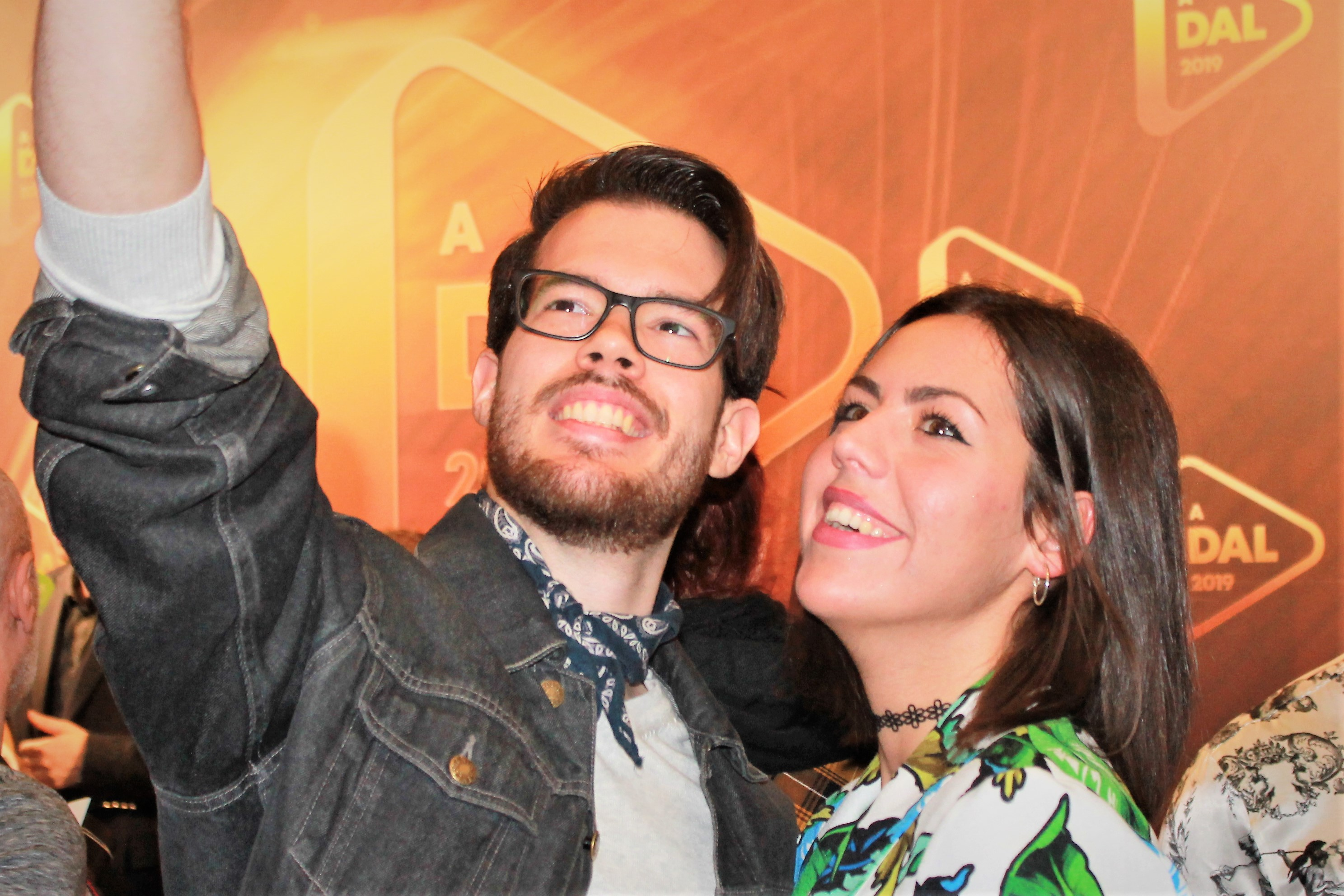
Az Acoustic Planet két tagja: Kölcsey Szabolcs és Zsombok Réka a 2019-es Eurovíziós Dalfesztivál magyarországi előválogatójának sajtótájékoztatóján

Az Acoustic Planet egy magyar együttes Békéscsabáról, a 2019-es Eurovíziós Dalfesztivál magyarországi előválogatójának felfedezettjei. A műsorban a Nyári zápor című dalukkal vesznek részt.

## Történet
A formáció alapvetően akusztikus alapokon indult, számos klubkoncertet adtak, illetve egyes fesztiválok nagyszínpadán is felléptek már. Saját dalok, mainstream popslágerek és feldolgozások is megtalálhatók a repertoárjukban. Az együttes énekese, Zsombok Réka 2019 nyarán kilépett a formációból, helyére Nagy Brigitta NÁGI lépett.
2018. december 3-án bejelentették, hogy bejutottak a Duna eurovíziós dalválasztó műsorába, A Dal 2019-be, a Nyári zápor című dalukkal, melynek szerzője Kölcsey Szabolcs, a zenekar gitárosa. Először 2019. január 26-án, a nemzeti dalválasztó második válogatójában léptek színpadra, ahol a zsűri és a nézők szavazatai alapján a második helyen végeztek, és továbbjutottak az elődöntőbe. 2019. február 9-én, A Dal első elődöntőjéből a zsűri és a nézők szavazatai alapján 45 ponttal az első helyen végeztek, és továbbjutottak a műsor döntőjébe.

## Tagok
Jelenlegi felállás
- Nagy Brigitta NÁGI – ének
- Kölcsey Szabolcs – gitár, ének
- Balázs Zsolt – basszusgitár
- Nagy István – dob
- Fábián Tamás – perka (ütős hangszerek)

## Diszkográfia

### Kislemezek
- Egy kicsit... (2018)
- Nyári zápor (2018)
- Felettünk a mindenség (szerzői kiadás, 2018)

## Díjak, elismerések
- 2017 – Utcazenészek versenye (Eger) – Legjobb együttes cím, valamint közönségdíj
- 2017 – Veszprémi Utcazenei Fesztivál – Közönségdíj, szakmai különdíj
- 2019 – A 2019-es Eurovíziós Dalfesztivál magyarországi előválogatójának felfedezettjei